# Aniela Gajewska
Aniela Gajewska, död 1864, var en polsk-litauisk katolsk nunna ur benediktinerorden. 
Under januariupproret deltog hon i att hjälpa de upproriska trupperna, med stöd av sin överordnade Anna Dąbrowska. Omedvetet bidrog hon till att avslöja konspirationen för sin brorson Victor, som visade sig vara informatör för St Petersburg-polisen. Som ett resultat av Wiktor Gajewskis uppsägningar arresterades flera aktivister från den polska revolutionära kommittén i Litauen (Tytus Dalewski sköts). Systrarna Gajewska och Dąbrowska fängslades också, och dömdes till berövande av sina rättigheter och religiösa status till hårt arbete i Sibirien. Aniela Gajewska dog på väg till exil. 